# Dokument Kazimierza Sprawiedliwego z 12 kwietnia 1189 roku

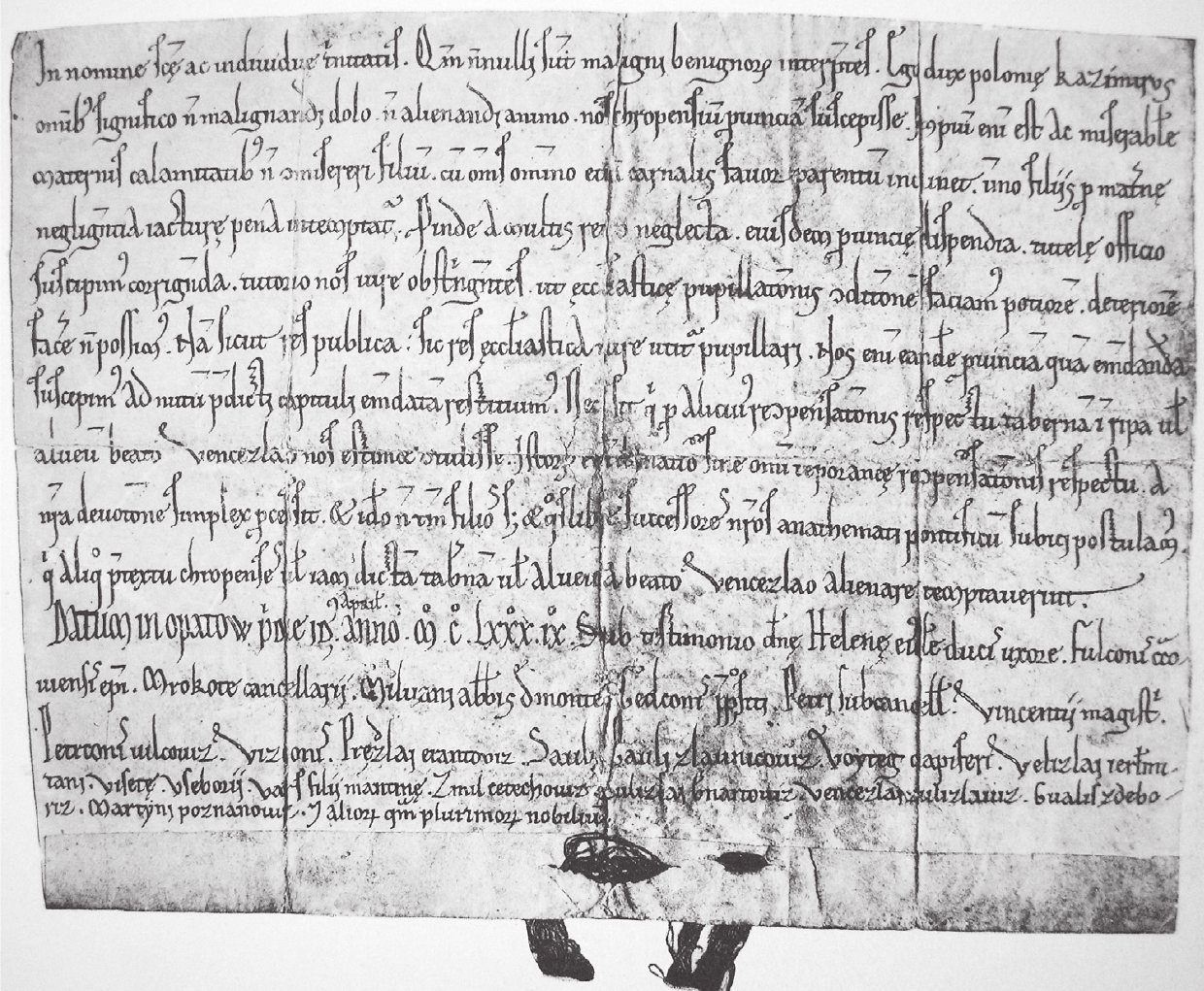
Dokument wystawiony przez Kazimierza Sprawiedliwego, datowany na 12 kwietnia 1189 roku. Archiwum Krakowskiej Kapituły Katedralnej, Wawel, Kraków, sygnatura 3

Dokument Kazimierza Sprawiedliwego lub dokument opatowski z 12 kwietnia 1189 roku – pergaminowy dokument wystawiony przez księcia Kazimierza Sprawiedliwego w Opatowie, datowany na 12 kwietnia 1189 roku; zachowany w oryginale i powszechnie uważany za autentyk; przechowywany na Wawelu, w Archiwum Krakowskiej Kapituły Katedralnej (sygnatura 3). Jego dyktat jest najprawdopodobniej autorstwa Wincentego Kadłubka; część uczonych jest zdania, że to autograf kronikarza.

## Zawartość
Oryginał, uważany przez specjalistów za autentyk, datowany jest na 12 kwietnia 1189 roku. Dokument informuje o zwrocie przez Kazimierza Sprawiedliwego ziem wokół Chropów, nazwanych chropensum provincia, kapitule krakowskiej – na jej życzenie. Książę poinformował, że wcześniej otrzymał wspomniane wyżej ziemie od kapituły celem melioracji. Po wywiązaniu się z zadania, wraz ze zwrotem Chropów, książę nadał dodatkowo kanonikom karczmę na brzegu rzeki oraz koryto i oświadczył, że darował kapitule karczmę i „koryto” z prostej pobożności, nie zaś tytułem wynagrodzenia. „Koryto” oznacza w dokumencie najprawdopodobniej koryto rzeki Dobrzynki (lewego dopływu Neru) lub koryto soli.

## Świadkowie
Dokument został poświadczony przez liczne grono świadków. Obok żony księcia, biskupów, opata i urzędników kancelarii, poświadczyło pod nim 15 rycerzy, należących do najbardziej wpływowych rodów z całej Polski.
Do świadków należeli: księżna Helena (żona Kazimierza Sprawiedliwego), Pełka (biskup krakowski), Mrokota (kanclerz krakowski), Milwan (opat benedyktynów z Łysej Góry), Gedko (biskup płocki z rodu Powałów), Piotr (podkanclerzy krakowski), mistrz Wincenty (Kadłubek), Piotr Wilkowic (prawdopodobnie z rodu Awdańców), Wiśko (z rodu Odrowążów), Przecław Erantowic (protoplasta rodu Pomianów), Szaweł (ojciec późniejszego biskupa Iwona Odrowąża), Gaweł Sławnikowic (z rodu Pałuków), Wojciech (z rodu Awdańców), Wielisław Jerozolimczyk (bożogrobiec, joannita lub polski rycerz, który wziął udział w wyprawie krzyżowej), Wyszek (protoplasta rodu Sulimów), Wszebór (komornik krakowski z rodu Wszebożyców), Warsz syn Męciny (z rodu Rawiczów), Śmił Sieciechowic (z rodu Toporów), Sulisław Biernatowic (prawdopodobnie z rodu Toporów), Więcław Sulisławic (bliżej nieznany), Gaweł Zdebowic (bliżej nieznany) i Marcin Poznanowic (z rodu Poznania, ówczesnych właścicieli dóbr, na których części będzie lokowane późniejsze miasto).

## Autor
Uważa się, iż występujący w dokumencie Vincentius magister to Wincenty Kadłubek i że właśnie kronikarz był autorem dyktatu dokumentu. Twierdzili tak między innymi Stanisław Kętrzyński, Roman Grodecki, Oswald Balzer, Brygida Kürbis czy Zofia Kozłowska-Budkowa. Ich zdaniem na autorstwo Kadłubka wskazują zarówno treść dokumentu, jak i sposób użycia w nim języka łacińskiego. Użyta terminologia została zaczerpnięta z prawa rzymskiego, a różne analogiczne zwroty występują w Kronice – na przykład o Kościele jako matce i księciu, jako jej synu.
Wojciech Kętrzyński oraz Karol Maleczyński przyjęli, że dokument jest autografem Wincentego Kadłubka. Spisany został pismem wyraźnym i eleganckim, odznaczającym się charakterystycznymi ligaturami st oraz ct. Górna laseczka litery s jest wolno puszczona w dół, aż do przecięcia się z trzonkiem i zakończeniem laseczki chorągiewką. Pismo żadnego innego dokumentu wystawianego na ziemiach polskich nie ma takich cech, natomiast są to cechy charakterystyczne dla tzw. pisma leodyjskiego, używanego w XII wieku w północnej Francji, gdzie prawdopodobnie studiował Kadłubek.

## Okoliczności wystawienia
Kapituła krakowska otrzymała dobra chropskie prawdopodobnie od Judyty, żony Władysława Hermana i uzyskała dla nich immunitet. W literaturze naukowej przez wiele lat spierano się, czy pod władzą biskupa krakowskiego znalazła się kasztelania chropska czy też opole chropskie. Współcześnie przeważa pogląd, że było to opole. Opole to stało się punktem wyjścia dla dalszych nadań, w wyniku których w XV wieku uformował się klucz dóbr pabianickich biskupstwa krakowskiego.
W połowie XII wieku nastąpił upadek gospodarczy opola chropskiego, które opustoszało. Prawdopodobnie po roku 1177 Kazimierz Sprawiedliwy przejął od kapituły krakowskiej całe terytorium w celu jego zagospodarowania. Badacze uważają, że termin „melioracja” – użyty w dokumencie – oznaczał zasiedlenie opustoszałych dóbr książęcą ludnością niewolną i ponowne ich zagospodarowanie.
W nauce pojawiła się teza, że kapituła nie oddała opola dobrowolnie, ale pod wpływem bliżej nieznanego przymusu ze strony księcia, więc dobra zostały zajęte siłą. Współcześni badacze uważają, że nie ma poszlak wskazujących na ukryte intencje księcia, a dobra zostały przekazane Kazimierzowi dobrowolnie w celu polepszenia ich stanu. Opole chropskie zostało zwrócone kapitule jeszcze przed kwietniem 1189 roku, ale biskup krakowski Pełka postanowił zabezpieczyć przekazaną z powrotem własność specjalnym dokumentem.

## Znaczenie
Dyskusja naukowa nad problematyką obrad i decyzjami – związanego z dokumentem – tak zwanego zjazdu opatowskiego z 1189 roku, jest bardzo obszerna i daleka od ukończenia. Ciągle pojawiają się w niej nowe hipotezy i argumenty.
W dokumencie pojawiła się po raz pierwszy nazwa Opatowa, który wcześniej zwany był Żmigrodem. Z treści wynika, że w kwietniu 1189 roku odbył się w tej miejscowości wiec państwowy, na który przybyli możni – przede wszystkim z księstwa sandomierskiego, ale także dzielnicy krakowskiej, Śląska i Wielkopolski. Celem było najprawdopodobniej omówienie bieżącej polityki nie tylko ziemi sandomierskiej, ale spraw międzydzielnicowych i polityki zagranicznej Kazimierza Sprawiedliwego. Wśród uczonych przeważa hipoteza, że głównym tematem rozmów była planowana wyprawa księcia na Ruś.

### Wydanie
- Nr 4. W: Kodeks dyplomatyczny katedry krakowskiej św. Wacława cz. 1. Franciszek Piekosiński (wyd.). Kraków: 1874, s. 8-9.

### Tłumaczenie polskie
- Przekład dokumentu z 1189 r.. W: Rocznik Lubelskiego Towarzystwa Genealogicznego 4. Artur Lis (tł.). Lublin: Lubelskie Towarzystwo Genealogiczne, 2012, s. 123-124. ISSN 2080-9212.

### Literatura
- Józef Dobosz: Działalność fundacyjna Kazimierza Sprawiedliwego. Poznań: Instytut Historii UAM, 1995. ISBN 83-86650-10-9.
- Najstarsze dokumenty opatowskie. W: Artur Lis: Rocznik Lubelskiego Towarzystwa Genealogicznego 4. Lublin: Lubelskie Towarzystwo Genealogiczne, 2012, s. 117-150. ISSN 2080-9212.
- Artur Lis: Spory wokół biografii mistrza Wincentego Kadłubka. Lublin: Wydawnictwo KUL, 2013. ISBN 978-83-7702-549-9.